# Тур'є-Полянський заказник
Ту́р'є-Поля́нський зака́зник — загальнозоологічний заказник загальнодержавного значення в Україні. Розташований у межах Перечинського району Закарпатської області, на північ від села Тур'я Поляна. 
Площа 2163 га. Створений 1985 року. Перебуває у віданні Перечинського лісокомбінату. 
Заказник розташований на схід і південний схід від гірського масиву Полонина Рівна, у верхній частині басейну річки Тур'ї (Шипіт), а також її притоки — річки Звур. Охороняється буковий ліс з домішкою ялини, явора, ясена, дуба, берези, що є місцем оселення багатьох рідкісних видів тварин. У заказнику водяться олень благородний, сарна європейська, свиня дика, заєць сірий, вивірка лісова, борсук, куниця лісова і кам'яна куниця та інші. Трапляються кіт лісовий та лелека чорний, занесені до Червоної книги України.
Значні площі лісових угідь займають молодняки і вирубки. Природних старих і промислових лісів небагато.
- У північно-західній частині заказника (на межі з заказником Соколові Скелі), на потічку Воєводині розташований мальовничий водоспад Воєводин (висота до 9 м).

## Стан охорони біорізноманітності
У заповіднику ведуться масові санітарні та інші рубки, що негативно відбивається на охороні рідкісних видів тварин. Тільки з 2010 р. по 2016 р. в заповіднику проведено очищення лісу від засміченості на площі 163,8 га, було заготовлено деревини 396 м3. Прохідні рубки були проведені на площі 36,5 га, заготовлено 1217 м3 деревини, суцільні і вибіркові санітарні рубки були проведені на площі 68 га, заготовлено 3700 м3 деревини. При цьому прохідні рубки проводилися незаконно, оскільки згідно з Положенням про заповідник, цей вид рубок в заповіднику заборонений.

Перечинським лісгоспом проводилися незаконні прохідні рубки у заповіднику. Після звернення Київського еколого-культурного центру до екологічної інспекції організаторів рубки було оштрафовано